# Hold with Hope
Hold with Hope is een schiereiland in Nationaal park Noordoost-Groenland in het oosten van Groenland. Het is een van de schiereilanden in het fjordensysteem van het Koning Oscarfjord.

## Geografie
Het eiland wordt in het westen begrensd door Loch Fyne, in het noorden door Godthåbgolf en de Gael Hamke Bugt, in het oosten door de Groenlandzee en in het zuiden door de Foster Bugt. In het zuidwesten is het schiereiland verbonden met Hudsonland en Gauss Halvø.
Aan de overzijde van het water ligt in het westen Hudsonland en in het noorden Clavering Ø.
Het noordoostelijk deel van Hold with Hope is een schiereiland met de naam Home Forland.